# Промислові виставки
Виставки промислові та сільськогосподарські — публічне представлення досягнень в промисловості та сільському господарстві.

## В Україні

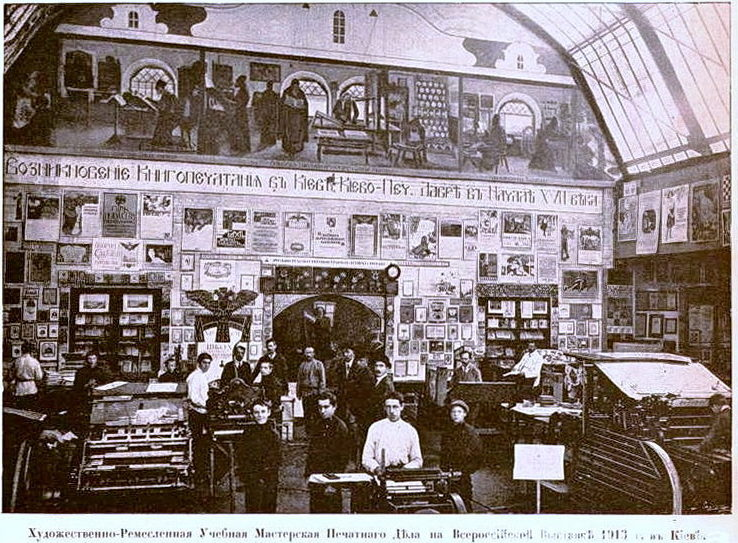
Павільйон Київської художньо-ремісничої навчальної майстерні друкарської справи на Київській Всеросійській виставці 1913 року

Початковою формою виставок в Україні були невеликі, локальні конкурси, на яких разом із сільськогосподарською продукцією були представлені й вироби місцевого ремісничо-кустарного виробництва. Один із перших конкурсів було проведено в Одесі 1823 р., більш розширені влаштовано в Києві (1852 і 1857). Українські сільськогосподарські виробники брали участь у виставках Міністерства землеробства і Вільного економічного товариства Росії, спочатку в російських містах, а з 2-ї пол. XIX ст. вже безпосередньо на теренах України. Виставки пропагували нові агрокультурні засоби й досягнення, представляючи переважно господарства великих і середніх землевласників, промислову продукцію, зокрема місцевого ремісничо-кустарного виробництва. Такі виставки, завдяки наполегливості Полтавського земства, систематично влаштовувалися в Полтаві й набули всеукраїнського значення. Популярними були виставки вівчарства в Харкові (1870), промислові та сільськогосподарські, які відбулися в Одесі (1884), Києві (1877), Катеринославі (1910, нині м. Дніпро), Умані (1910), всеросійські виставки в Харкові (1887) та Києві (1913). 
Промислові вироби, виготовлені в Україні, вже з 20-х рр. XIX ст. постійно демонструвалися на російських та міжнародних виставках у російських павільйонах. Із заснуванням у Києві Мистецько-промислового музею (1888) була відкрита постійна промислова виставка.
На українських землях, що ввійшли до складу СРСР у 1920-х рр., переважали окружні та районні виставки, а потім виставки при н.-д. станціях[уточнити термін] з широкою участю кооперативів. У цей час почали влаштовуватися промислові виставки. На українських землях, що ввійшли до складу Польщі, організовувалися сільськогосподарські виставки, на яких поряд із сільськогосподарською продукцією були представлені ремісничо-кустарні вироби українських народних майстрів, що мали попит іноземних фірм і туристів.